# Иван Сусанин
 Тази статия е за руския герой.  За операта на Михаил Глинка вижте Живот за царя.  
Иван Сусанин (загинал през 1613) е руски национален герой, селянин от Костромска губерния.
Според легендата през зимата на 1612-1613 е нает от военен отряд полски интервенти за водач до село Домнино, където по това време се е укривал новоизбраният руски цар Михаил Фьодорович Романов. Сусанин обаче завежда поляците в блатиста местност, където те го измъчват до смърт, за да им покаже верния път.
Доказателство за извършения подвиг е царска грамота, с която се дарява половин село на Богдан Сабинин (зет на Иван Сусанин) за извършения от тъста му подвиг.

## Възпоменание
В памет на Иван Сусанин в Кострома е издигнат паметник през 1851 г. Двама композитори - Глинка и Кавос пишат опери за подвига му. Има написани повести и разкази, както и картини, които са го увековечили за поколенията.